# William Bateson
Pour les articles homonymes, voir Bateson.
William Bateson (8 août 1861 – 8 février 1926) est un biologiste britannique, connu pour avoir été le premier à suggérer le terme de génétique pour étudier l'hérédité.  

## Biographie
William Bateson est né à Whitby. Il est le fils de William Henry Bateson (1812 – 1881), principal du St John's College de Cambridge et d'Anna Aikin (1829 – 1918), fondatrice avec Millicent Fawcett de l'association suffragiste de Cambridge en 1884. Il est le frère de la journaliste Margaret Heitland et de l'historienne Mary Bateson.
Il étudie à Rugby School et au St John's College, où il obtient son master. Il contribue à la diffusion des travaux de Gregor Mendel dans le monde anglo-saxon. Il rencontre l’opposition du zoologiste Walter Frank Raphael Weldon, son ancien professeur, et du mathématicien Karl Pearson (1857-1936), qui avaient développé la biométrie. Bateson se marie en 1896 avec Beatrice Durham, union dont naîtront trois fils: John (1898 – 1918), Martin (1899 – 1922) et l’anthropologue Gregory Bateson (1904 – 1980).
Dans son laboratoire de l'Université de Cambridge, William Bateson s'entoure uniquement de collaboratrices : Edith Rebecca Saunders botaniste, Muriel Wheldale Onslow biochimiste, Florence Margaret Durham, généticienne et sa femme Béatrice Bateson.
William Bateson est le premier à suggérer le terme de génétique pour décrire l’étude de l’hérédité et la science de la variation dans une lettre à Alan Sedgwick datée du 18 avril 1905 (et non à Adam Sedgwick qui fut professeur de Charles Darwin). Il utilisera publiquement ce terme lors d’une conférence internationale de 1906. Trois ans plus tard, Wilhelm Johannsen (1857-1927) utilise le terme de gène. Traducteur de Mendel en anglais, on lui doit également d'avoir donné un nom aux facteurs mendéliens : allélomorphes et d'avoir conçu les termes : homozygote et hétérozygote, ainsi que celui d'épistasie.
En 1907, il enseigne à Yale, puis à Cambridge en 1908-1909. De 1910 à 1929, il dirige l’Institut John Innes Horticultural à Merton Park dans le Surrey. Il reçoit un doctorat honoris causa de l’université de Sheffield. Il est accepté comme membre de la Royal Society en 1894 et reçoit la médaille Darwin en 1904 et la médaille royale en 1920. Bateson est membre de nombreuses sociétés savantes britanniques et étrangères.
Avec Reginald Punnett, il redécouvre la liaison génétique (genetic linkage en anglais) et fonde le Journal of Genetics en 1910.
Il meurt en 1926, à Merton, Surrey.